# Empresa de Energía de Pereira
La Empresa de Energía de Pereira S.A. E.S.P. es una empresa de servicios públicos mixta con autonomía administrativa, patrimonial y presupuestal, sometida al régimen general aplicable a las empresas de servicios públicos y a las normas especiales que rigen a las empresas del sector eléctrico, es supervisada por la Superintendencia de Servicios públicos.
Opera en la Ciudad de Pereira, Cartago y algunos barrios de Dosquebradas. En diciembre del año 2023, la cantidad de clientes con contrato de condiciones uniformes vigente fue de 245.000. 
Cuenta con 2 centrales de generación hidroeléctrica: Líbare y Belmonte.

## Historia
Fue fundada en 1996, tras un proceso de reorganización de la Antigua empresa Empresas Públicas de Pereira. EEP se quedo con la división de energía eléctrica de la liquidada empresa.
En 2008 la participación accionaria era 100% pública, sin embargo, una serie de problemas económicos llevo a la Alcaldía de Pereira a un proceso de capitalización. Es allí donde llega Latin American Capital (la antigua Enertolima Inversiones).
En 2020, la empresa es selecciona por la Superintendencia de Servicios públicos para asumir las funciones de la intervenida EMCARTAGO en la ciudad de Cartago por un periodo de 20 años.
El 1 de octubre de 2020, Latin American Capital Corp y Empresa De Energía De Pereira. Asumieron el control de Air-e para gestionar el servicio de energía eléctrica en la costa caribe.
En septiembre de 2024, el gobierno nacional anuncia la intervención de AIR-E por un periodo de un año que puede ser prorrogable debido a problemas financieros.

## Composición accionaria
Según el reporte del gobierno corporativo de 2023 la participación se divide de la siguiente manera: